# Jornada (periódico)
Jornada fue un periódico español publicado en la ciudad de Valencia entre 1941 y 1975.

## Historia
Fundado en 1941, pertenecía a la cadena de prensa del Movimiento. En la capital valenciana coexistió con el diario Levante,  que salía por las mañanas, mientras que Jornada —de carácter vespertino— salía por las tardes. Desde sus orígenes fue un periódico deficitario, y siempre tuvo unas ventas modestas. Para 1975 acumulaba un déficit superior a los trece millones de pesetas, situación que acabó llevando a su cierre. Su último número salió el 30 de septiembre de 1975. Su desaparición también conincidió con la clausura del diario vespertino malagueño La Tarde.

## Directores
Entre sus directores destacaron José María Bugella o José Barberá Armelles.